# Hernán Gallego
Pour les articles homonymes, voir Gallego.
Hernán Gallego est un navigateur espagnol du XVIe siècle.

## Biographie
Gallego est le capitaine du Todos Los Santos lors de l'expédition organisée par Francisco de Toledo en 1567. Il part en compagnie de Pedro Sarmiento de Gamboa, capitaine du Dos Reyes du port de Callao à Lima le 20 novembre 1567. Gallego a à son bord le chef de l'expédition, Álvaro de Mendaña. Mendana décide de joindre les Philippines, mais, ne les atteignant pas, fait diriger les navires vers le sud. Le 15 janvier 1568, ils découvrent un îlot qu'ils nomment Jésus (actuel Nui) et le 17 février une île qu'ils baptisent Santa-Isabel-de-la-Estrella où ils débarquent. 
En juin est découverte Makira qui est nommée San Cristóbal. Hernando Enríquez et Hernán Gallego la cartographient,.
Sa trace se perd après l'expédition.

## Hommage
Le Canal Hernán Gallego (es) porte son nom. 